# Acer sterculiaceum
Acer sterculiaceum é uma espécie de árvore do gênero Acer, pertencente à família Aceraceae.